# Сюрмон
Сюрмон (фр. Surmont) — муниципалитет во Франции в регионе Франш-Конте, департамент Ду.
Население — 129 человек (1999), площадь департамента — 7,38 км². Плотность населения — 7,38 чел/км².
Муниципалитет расположен на расстоянии около 370 км юго-восточнее Парижа, 45 км восточнее Безансона.

## Демография
| 1962 | 1968 | 1975 | 1982 | 1990 | 1999 |
| ---- | ---- | ---- | ---- | ---- | ---- |
| 126  | 132  | 121  | 125  | 128  | 129  |